# Tegenaria percuriosa
Tegenaria percuriosa är en spindelart som beskrevs av Brignoli 1972. Tegenaria percuriosa ingår i släktet husspindlar, och familjen trattspindlar.
Artens utbredningsområde är Turkiet. Inga underarter finns listade i Catalogue of Life.